# Trixie and the Press Agent
Trixie and the Press Agent è un cortometraggio muto del 1913 diretto da Pat Hartigan. Il film è interpretato da Ruth Roland e da Marshall Neilan che, a inizio carriera, girò numerosi film prodotti dalla Kalem in coppia con la Roland.

## Produzione
Il film, prodotto dalla Kalem Company, fu girato a Santa Monica.

## Distribuzione
Distribuito dalla General Film Company, il film - un cortometraggio della lunghezza di 150 metri - uscì nelle sale cinematografiche statunitensi il 14 febbraio 1913. 
Nelle proiezioni, veniva programmato con il sistema dello split reel, accorpato in un'unica bobina con un altro cortometraggio prodotto dalla Kalem, The Game Warden.